# Тринаест
Тринаест је десети студијски албум српског рок бенда Галија.
Албум је промовисан на концертима у Нишу у Хали Чаир и Студентском граду у Београду.

## Списак песама
На албуму се налазе следеће песме:

## Чланови групе
- Ненад Милосављевић
- Предраг Милосављевић
- Драгутин Јаковљевић
- Оливер Јездић
- Бранислав Милошевић
- Бобан Павловић

## Гости на албуму
- Оги Радивојевић
- Славиша Павловић Стенли